# Габбардстон (Мічиган)
Габбардстон (англ. Hubbardston) — селище (англ. village) в США, в округах Айонія і Клінтон штату Мічиган. Населення — 369 осіб (2020).

## Географія
Габбардстон розташований за координатами 43°5′40″ пн. ш. 84°50′34″ зх. д. / 43.09444° пн. ш. 84.84278° зх. д. (43.094491, -84.842754).  За даними Бюро перепису населення США в 2010 році селище мало площу 4,19 км², з яких 3,99 км² — суходіл та 0,19 км² — водойми.

## Демографія
Згідно з переписом 2010 року, у селищі мешкало 395 осіб у 136 домогосподарствах у складі 107 родин. Густота населення становила 94 особи/км².  Було 148 помешкань (35/км²).
Расовий склад населення:
| - 97,2 % — білих - 0,3 % — чорних або афроамериканців - 0,3 % — азіатів - 1,5 % — осіб інших рас |

До двох чи більше рас належало 0,8 %. Частка іспаномовних становила 4,3 % від усіх жителів.
За віковим діапазоном населення розподілялося таким чином: 23,0 % — особи молодші 18 років, 62,1 % — особи у віці 18—64 років, 14,9 % — особи у віці 65 років та старші. Медіана віку мешканця становила 41,8 року. На 100 осіб жіночої статі у селищі припадало 103,6 чоловіків;  на 100 жінок у віці від 18 років та старших — 112,6 чоловіків також старших 18 років.
Середній дохід на одне домашнє господарство  становив 59 433 долари США (медіана — 50 000), а середній дохід на одну сім'ю — 70 728 доларів (медіана — 61 563). Медіана доходів становила 50 625 доларів для чоловіків та 36 250 доларів для жінок. За межею бідності перебувало 14,5 % осіб, у тому числі 17,0 % дітей у віці до 18 років та 11,4 % осіб у віці 65 років та старших.
Цивільне працевлаштоване населення становило 112 особи. Основні галузі зайнятості: сільське господарство, лісництво, риболовля — 18,8 %, освіта, охорона здоров'я та соціальна допомога — 17,9 %, виробництво — 17,0 %.